# Qingminghe (sockenhuvudort i Kina, Hubei Sheng, lat 31,04, long 113,69)
Qingminghe (kinesiska: 清明河乡) är en sockenhuvudort i Kina. Den ligger i provinsen Hubei, i den centrala delen av landet, omkring 76 kilometer nordväst om provinshuvudstaden Wuhan. Antalet invånare är 24 697. Befolkningen består av 12 132 kvinnor och 12 565 män. Barn under 15 år utgör 13,0 %, vuxna 15-64 år 77 %, och äldre över 65 år 8,0 %.
Runt Qingminghe är det tätbefolkat, med 819 invånare per kvadratkilometer. Närmaste större samhälle är Chengzhong, 16,4 km sydväst om Qingminghe. Trakten runt Qingminghe består till största delen av jordbruksmark.
Genomsnittlig årsnederbörd är 1 441 millimeter. Den regnigaste månaden är juli, med i genomsnitt 203 mm nederbörd, och den torraste är december, med 19 mm nederbörd.